# Gerhard Fasching
Gerhard Michael Fasching (* 25. März 1933 in Wien; † 23. Januar 2017) war ein österreichischer Elektroingenieur und Sachbuchautor. Er war Ordinarius des Instituts für Werkstoffe der Elektrotechnik der Technischen Universität Wien.

## Leben
Gerhard Fasching wurde am 25. März 1933 in Wien geboren. Er studierte Elektrotechnik an der Technischen Universität Wien, bevor er wissenschaftliche Hilfskraft bei Hellmut Hofmann im damaligen Institut für Grundlagen und Theorie der Elektrotechnik wurde. Durch seine experimentellen und theoretischen Arbeiten konnten erstmals die magnetischen Feldverhältnisse in kornorientierten anisotropen Blechen aufgeklärt werden.
1963 erwarb er das Doktorat der technischen Wissenschaften und im Jahr 1966 die Lehrerlaubnis für das Fach Werkstoffe der Elektrotechnik. 1968 wechselte er zum Zentrallaboratorium für Nachrichtentechnik der Siemens AG, wo er ein Jahr später Leiter des Laboratoriums für physikalische Technologie wurde. 1970 erhielt er den Ruf zurück an die Technische Universität Wien, wo er bis zu seiner Emeritierung Vorstand des mit seiner Berufung gegründeten Instituts für Werkstoffe der Elektrotechnik war.
Ein großes Interessengebiet Gerhard Faschings war die Astronomie, was sich in einigen der durch ihn veröffentlichten Büchern widerspiegelt.
2002 wurde er vom Dalai Lama auf seinen Vortrag „Wirklichkeitspluralismus und sein Fundament“ nach Graz eingeladen.

## Werke
- Sternbilderkunde: Himmelskarten, Himmelskörper, Sternbilder. Friedr. Vieweg & Sohn, Braunschweig, Wiesbaden 1986, ISBN 978-3-528-08472-1 (online).
- Die empirisch wissenschaftliche Sicht. Springer-Verlag, Wien, New York 1989, ISBN 978-3-7091-9060-9 (online).
- Sternbild-, Mond- und Planetenkalender 1991–1992. Springer-Verlag, Wien 1990, ISBN 978-3-211-82233-3 (online).
- Sternbilder und ihre Mythen. 2. verb. Auflage. Springer-Verlag, Wien, New York 1994, ISBN 978-3-7091-3378-1 (online).
- Das Kaleidoskop der Wirklichkeiten: Über die Relativität naturwissenschaftlicher Erkenntnis. Springer-Verlag, Wien 1999, ISBN 978-3-7091-7412-8 (online).
- Phänomene der Wirklichkeit: Okkulte und naturwissenschaftliche Weltbilder. Springer-Verlag, Wien 2000, ISBN 978-3-7091-6333-7 (online).
- Illusion der Wirklichkeit: Wie ein Vorurteil die Realität erfindet. Springer-Verlag, Wien 2003, ISBN 978-3-7091-7229-2.
- Objektive Illusionen: ein Essay über das Wesen der naturwissenschaftlichen Wirklichkeit. Peter Lang, internationaler Verlag der Wissenschaften, 2014, ISBN 978-3-631-64651-9.